# Hilaire Ochier
André Marie Hilaire Ochier, né le 21 juillet 1879 à Benassay et mort le 24 novembre 1960 à Montagnac-la-Crempse, avocat puis avoué à Parthenay, devient par succession, propriétaire de la commanderie hospitalière de Saint-Rémy de Verruyes qu'il fait restaurer puis classer à l'Inventaire supplémentaire des monuments historiques en 1926.

## Biographie
Hilaire Ochier, avocat à  Poitiers puis avoué à  Parthenay, est le fils d'André Philippe Henri Ochier, et de Marie Lucile  Thibault.
Docteur ès sciences politiques et économiques, archéologue, il a écrit de nombreux articles sur les monuments du Poitou.
Président à partir de 1942 de la Société historique et archéologique « Les Amis des Antiquités de Parthenay »
Le 20 juin 1905 il épouse à Bignay Isabelle Ladmiral.
Officier des Palmes académiques.

## Publications
- 1905 - Le nouveau Cadastre : (loi du 17 mars 1898), Poitiers, Société française d'imprimerie et de librairie, 1905[5]
- 1948 - étude intitulé Notes sur les églises, chapelles, chapellenies et spécialement sur les chapelles du Crucifix de Parthenay[3]
- in Bulletin de la Société historique et archéologique Les Amis des antiquités de Parthenay, 1952, p. 6-10 sous le titre : Le XIIe siècle, grande époque de Parthenay, notations de M. Hilaire Ochier à propos de Saint-Bernard et la fin du Schisme d'Occident. Aymeri Picaud et les pèlerinages à Saint Jacques de Compostelle (Guide du Pèlerin)[6]